# Chrystus Pantokrator (fresk z San Climente)
Chrystus Pantokrator – fresk przypisywany anonimowemu artyście zwanym Mistrzem z Tahull, wykonany około 1123 roku.
Fresk przedstawiający Chrystusa Pantokratora należy do najważniejszych ściennych malowideł Mistrza z Tahull i najważniejszych malowideł w sztuce romańskiej. Pierwotnie został wykonany w kościele San Climente w Taüll, w absydzie świątyni. W latach 1919–1923 malowidło zostało przeniesione na płótno i umieszczone w kolekcji Museu Nacional d’Art de Catalunya w Barcelonie. W miejsce oryginału zawieszono kopię fresku.

## Opis fresku
Chrystus umieszczony został w mandorli w pozycji siedzącej na łuku symbolizującym Niebo. Jego stopy spoczywają na Ziemi. Prawą ręką czyni gest błogosławieństwa, w lewej trzyma otwartą księgę, na kartach których można odczytać napis: „EGO SUM Lux Mundi” (Ja jestem światłością świata), pochodzący z Ewangelii Jana. Po prawej i lewej stronie, na wysokości głowy, widoczne są dwie litery greckie A (alfa) i Ω (omega) – pierwsza i ostatnia litera alfabetu greckiego. W ikonografii chrześcijańskiej oznaczają one początek i koniec, symbol wszechmocy Boga Chrystusa jako Stwórcy i Tego, który wszystko dopełnia. Na zewnątrz mandorli znajdują się symbole pochodzące z wczesnego średniowiecza tzw. tetramorfy, czyli symbole czterech Ewangelistów tu trzymane przez czterech aniołów. Anioł z lwem symbolizuje apostoła Marka, z wizerunkiem byka – apostoła Łukasza, ze skrzydłem – apostoła Mateusza a Anioł z orłem symbolizuje Jana Ewangelistę.
Poniżej wizerunku Chrystusa, w galerii łuków, znajdują się wizerunki Dziewicy Marii i innych apostołów (Bartłomieja, Tomasza, Jana oraz Jakuba i Filipa (dwa ostatnie zachowały się w bardzo szczątkowej formie).

Na pierwszy rzut oka przedstawione postacie są dostojne i statyczne, jednakże cienie i kontrasty świetlne w fałdach szat nadają im wrażenie ruchu. Hiszpański historyk, Maurice Serullaz, na temat fresku Chrystus Pantokrator pisał: 

W apsydzie tej, mamy bez wątpienia do czynienia z samą istotą malarskiej sztuki romańskiej Katalonii. Artysta, dbały o ekspresję swego dzieła i respektujący hierarchiczny charakter przedstawionych postaci, umiał tchnąć nową siłę w tradycyjnie formuły ikonograficzne

Wizerunek Pantokratora miał swoje stylistyczne i ikonograficzne echa w malowidłach ściennych w Esterri de Cardós. Siła wyrazu i kolorystyka tego fresku inspirowała takich artystów jak Picasso i Francis Picabia.